# Nils Eriksen
Nils Kristian "Påsan" Eriksen (Gjerpen, 5 de março de 1911 - 5 de maio de 1975) foi um futebolista e treinador norueguês, medalhista olímpico.

## Carreira
Nils Eriksen fez parte do elenco medalha de bronze, nos Jogos Olímpicos de 1936.